# Frankfurt an der Oder
För andra betydelser, se Frankfurt (olika betydelser).
Frankfurt an der Oder, förkortas oftast Frankfurt (Oder) på tyska (polska: Frankfurt nad Odrą), är en kretsfri stad och universitetsstad i förbundslandet Brandenburg i Tyskland.  Staden ligger omkring 80 km öster om Berlin, vid floden Oder som utgör Tysklands östra gränsflod mot Polen.
Idag har den tyska delen av staden cirka 59 000 invånare, vilket gör den till den fjärde största staden i Brandenburg; de tidigare stadsdelarna öster om Oder som sedan 1945 ligger i Polen bildar idag den polska staden Słubice, med omkring 17 000 invånare. Staden utgör ett självständigt distrikt (kreis). 
Tillägget i stadsnamnet, "an der Oder" (svenska: vid Oder) används för att skilja staden från dess större namne Frankfurt am Main i centrala Tyskland.  Staden använder även namnet Kleiststadt i sin marknadsföring, efter den kände tyske författaren Heinrich von Kleist (1777-1811), som föddes i Frankfurt an der Oder.
Frankfurt är en tidigare hansastad och grundades på 1200-talet. År 1506 grundades ett universitet, Alma Mater Viadrina, uppkallat efter floden Oder som på latin heter Viadrus. Universitetet lades ner 1811, efter att ett nytt universitet i Berlin grundats. Dagens universitet i Frankfurt an der Oder grundades 1991 efter Tysklands återförening, som Europa-Universität Viadrina, och har idag (2012) omkring 6300 studenter och 520 anställda.

## Historia
För regionens äldre historia, se Lubusz (landskap).
Frankfurt an der Oder uppstod på det ställe där det var lättast att passera Oder för resor mellan Tyskland och Polen, och var en betydelsefull handelsstad för salttransporten från Halle an der Saale till Polen. Den gamla staden, Altstadt, anlades på Oders västra sida. Senare bebyggdes Dammvorstadt (sedan 1945 Słubice) på den högra stranden.
Frankfurt an der Oder erhöll stadsrättigheter 1253, och var från 1368 till omkring 1405 medlem av Hansan. 1369 blev staden myntort.
Staden Frankfurt an der Oder fick redan 1506 ett universitet – Universität Viadrina – som emellertid 1811 vid öppnandet av Berlins universitet stängdes. Utrustning och lärare flyttades till andra lärosäten, framför allt till Breslau (polska Wrocław) i nuvarande Polen.
Under trettioåriga kriget utspelades ett fältslag vid staden, som slutade med att Frankfurt an der Oder blev besatt av den svenska armén mellan 1631 och 1633, samt mellan 1640 och 1644. 1842 invigdes järnvägslinjen till Berlin.
I april 1945, i andra världskrigets slutskede, brändes staden praktiskt taget helt och hållet ner. När gränsen mellan Tyskland och Polen efter andra världskriget fastslogs, enligt Oder-Neisse-linjen, hamnade stadsdelen Dammvorstadt på den polska sidan gränsen, öster om floden Oder, och bildade staden Słubice.  Genom gränsdragningen och förstörelsen under kriget halverades stadens befolkning, från omkring 83 000 år 1939 till 42 000 år 1945.
Från 1945 till 1990 låg Frankfurt an der Oder i den sovjetiska ockupationszonen och Östtyskland.  Staden utgjorde från 1952 huvudstad i Bezirk Frankfurt (Oder), vilket gjorde den till ett viktigt regionalt centrum, och nådde som mest 1988, strax före murens fall, en befolkning på 88 000 invånare.  Större delen av den nuvarande innerstadsbebyggelsen tillkom genom uppbyggnadsprogrammet under DDR-epoken.
Sedan Tysklands återförening 1990 är staden en kreisfri stad i den nybildade delstaten Brandenburg.  Sedan 1991, i och med grundadet av Europa-Universität Viadrina, är staden åter universitetsstad.  Universitetet grundades i nära samarbete med Collegium Polonicum, högskolan i Słubice på andra sidan gränsen, och har en profil inriktad på tyskt-polskt och europeiskt samarbete.  Befolkningstrenden är kraftigt sjunkande, och befolkningen har från 1988 sjunkit med omkring 30 procent till omkring 60 000 invånare år 2011. På grund av befolkningsminskningen genomfördes i början av 2000-talet stora rivningar av förortsområden från DDR-tiden.

## Befolkning
- Befolkningsutvecklingen i de nuvarande gränserna (Blå linje: Befolkning—Prickade linjen: Jämförelse med utvecklingen av Brandenburg—Grå bakgrund: Period av Nazi styre—Röd bakgrund: Period av kommunistiskt styre)
- Aktuella befolkningsutveckling (blå linjen) och prognoser (prickade linjen).

| År   | Invånare |
| ---- | -------- |
| 1875 | 43 491   |
| 1890 | 50 108   |
| 1910 | 59 905   |
| 1925 | 62 044   |
| 1933 | 65 717   |
| 1939 | 66 962   |
| 1946 | 54 153   |
| 1950 | 55 514   |
| 1964 | 60 163   |
| 1971 | 64 484   |

| År   | Invånare |
| ---- | -------- |
| 1981 | 81 009   |
| 1985 | 85 593   |
| 1989 | 87 126   |
| 1990 | 86 171   |
| 1991 | 85 357   |
| 1992 | 84 937   |
| 1993 | 83 850   |
| 1994 | 82 323   |
| 1995 | 80 807   |
| 1996 | 79 784   |

| År   | Invånare |
| ---- | -------- |
| 1997 | 77 891   |
| 1998 | 75 710   |
| 1999 | 73 832   |
| 2000 | 72 131   |
| 2001 | 70 308   |
| 2002 | 68 351   |
| 2003 | 67 014   |
| 2004 | 65 242   |
| 2005 | 63 748   |
| 2006 | 62 594   |

| År   | Invånare |
| ---- | -------- |
| 2007 | 61 969   |
| 2008 | 61 286   |
| 2009 | 60 625   |
| 2010 | 60 330   |
| 2011 | 59 063   |
| 2012 | 58 537   |
| 2013 | 58 018   |
| 2014 | 57 649   |
| 2015 | 58 092   |
| 2016 | 58 193   |

| År   | Invånare |
| ---- | -------- |
| 2017 | 58 237   |
| 2018 | 57 873   |
| 2019 | 57 751   |
| 2020 | 57 015   |

## Kultur och sevärdheter

### Idrott
Idrottsklubben ASK Vorwärts Frankfurt/Oder var under DDR-tiden mest känd för sina fotboll- och handbollssektioner. Idag har dessa sektioner ombildat sig som egna klubbar: Frankfurter FC Viktoria och Frankfurter Handball-Club e.V.

## Utbildning och forskning

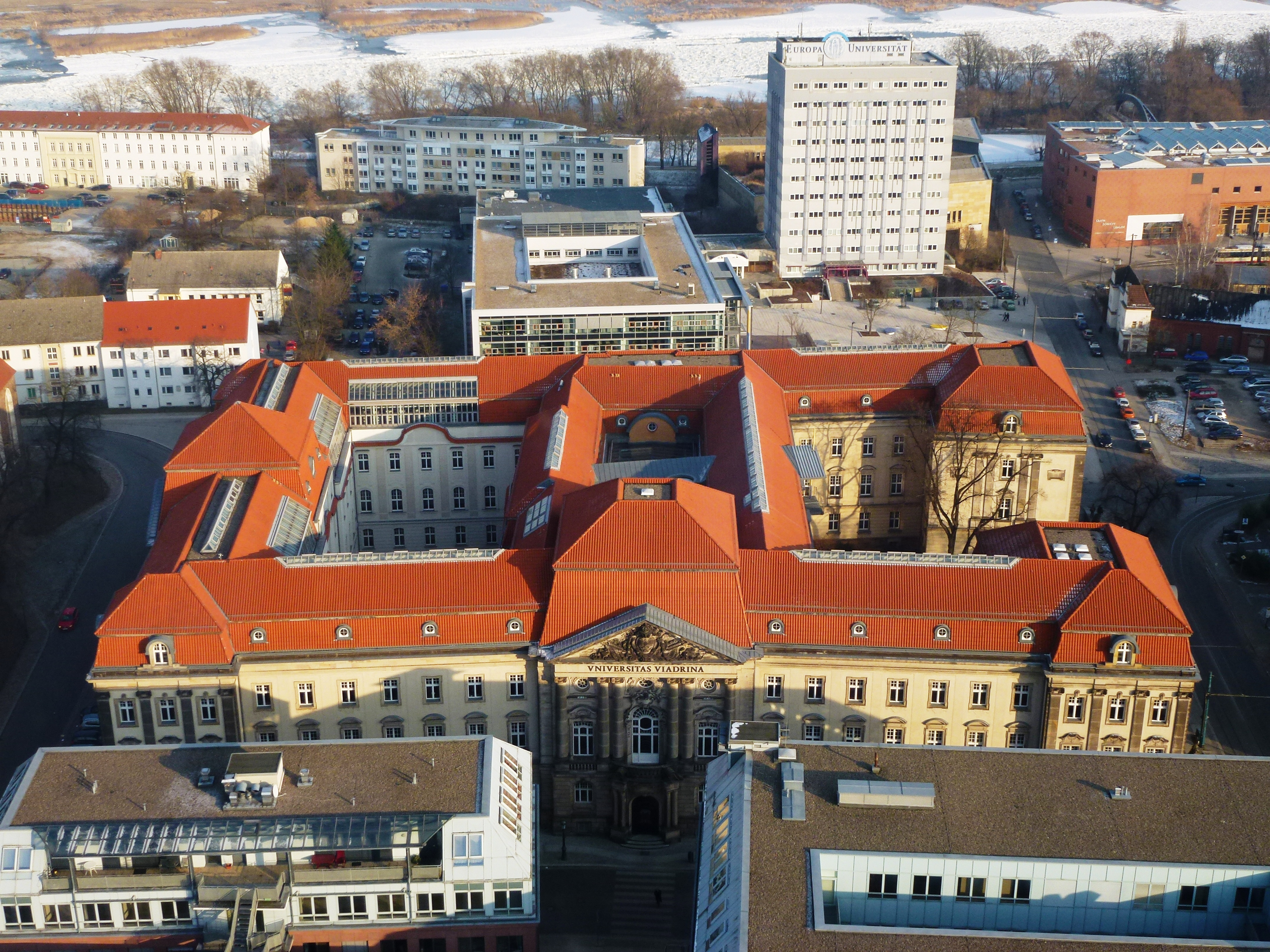
Universitetets huvudbyggnad.

I Frankfurt finns ett institut för halvledarforskning. Institutet är anslutet till en fabrik som grundades 1958 under den östtyska tiden. Fabriken hade kort före Tysklands återförening cirka 8 000 anställda. 1991 grundlades det nya Europa-Universität Viadrina i Frankfurt, som idag (2012) har omkring 6 300 studenter och 520 anställda.

## Kända Frankfurtbor
Dessa personer är födda i eller har verkat i Frankfurt an der Oder:
- Carl Philipp Emanuel Bach (1714-1788), organist och kompositör.
- Erich Hoepner, generalöverste och motståndskämpe.
- Alexander von Humboldt (1769-1859), naturvetare och forskningsresande.
- Wilhelm von Humboldt (1767-1835), språkvetare, statsvetare och diplomat.
- Heinrich von Kleist (1777-1811), författare och dramatiker.
- Friedrich Loeffler, bakteriolog.
- Michael Praetorius, tonsättare, organíst.

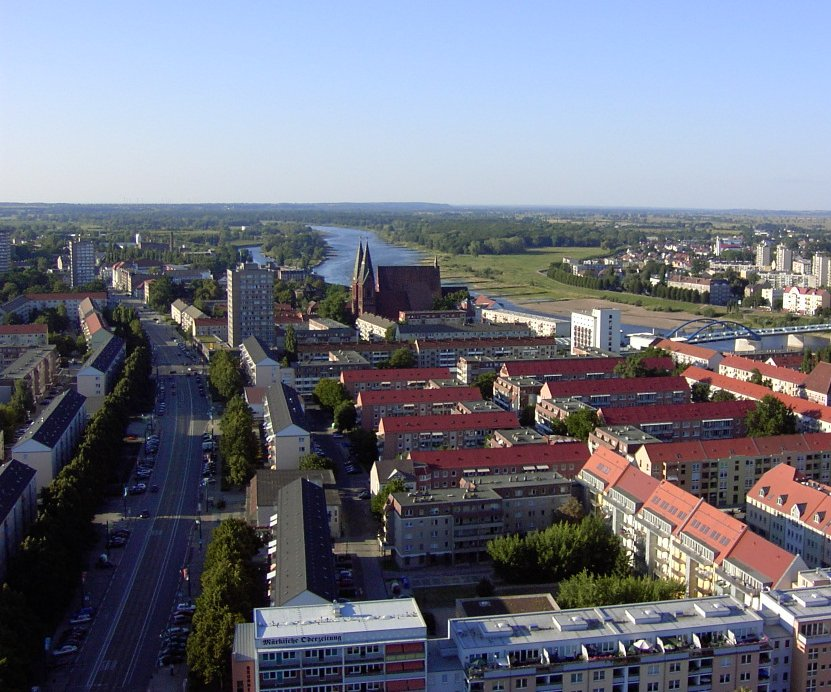
Frankfurt an der Oder.
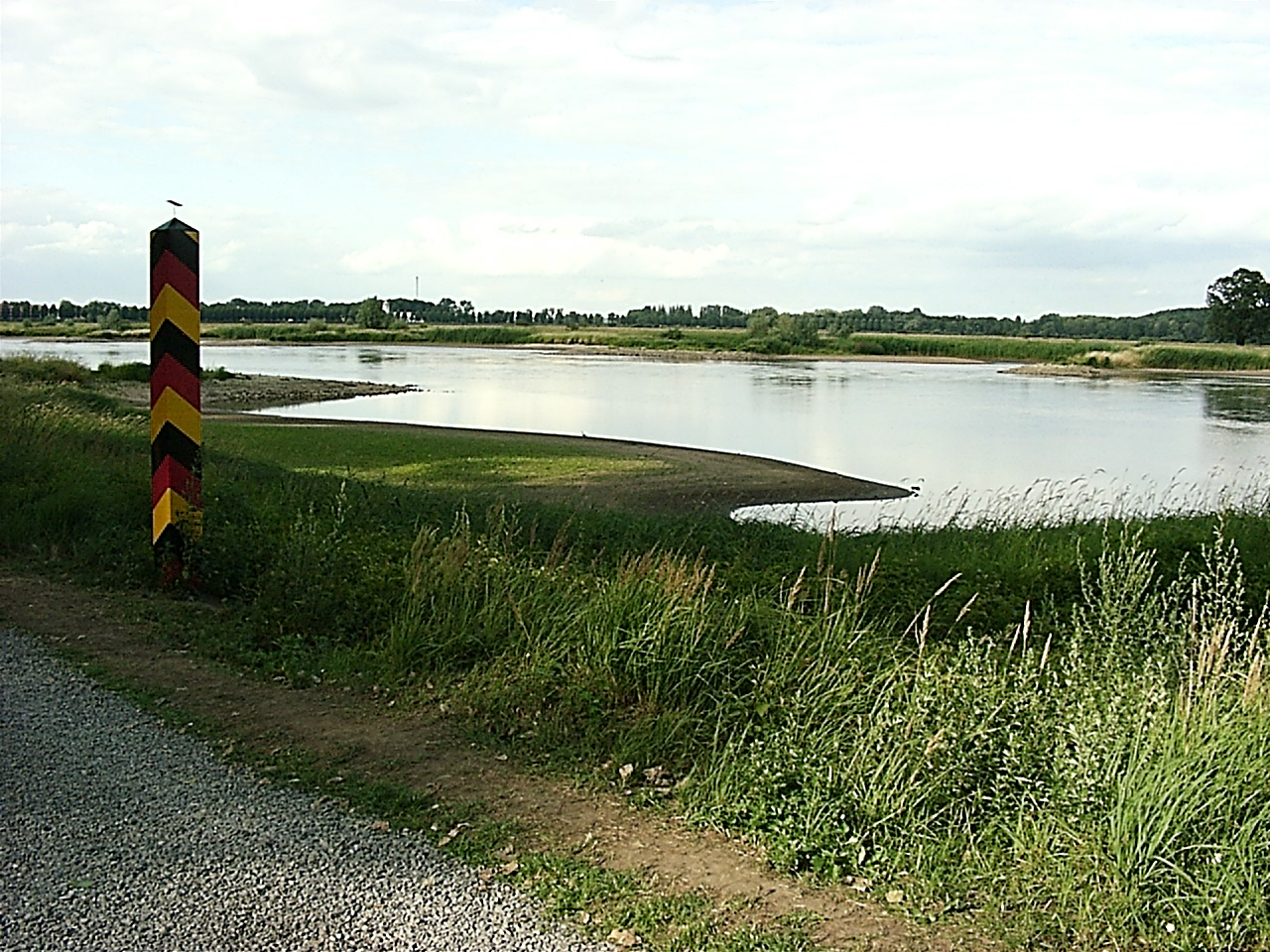
Oder som gränsflod mellan tyska Frankfurt an der Oder och polska Słubice.